# Bittacus latreillei
Bittacus latreillei är en näbbsländeart som först beskrevs av Collucci och Dalton de Souza Amorim 2000.  Bittacus latreillei ingår i släktet Bittacus och familjen styltsländor. Inga underarter finns listade i Catalogue of Life.